# Sandtjärnen (Kalls socken, Jämtland, 705259-136970)
Sandtjärnen är en sjö i Åre kommun i Jämtland och ingår i Indalsälvens huvudavrinningsområde.